# World Wide Web Consortium
A World Wide Web Consortium (W3C) egy konzorcium, mely nyílt szoftver szabványokat – „ajánlásokat”, ahogy ők hívják – alkot a világhálóra (World Wide Web). A konzorciumot Tim Berners-Lee vezeti, az URL (Uniform Resource Locator, univerzális erőforrás azonosító), a HTTP (HyperText Transfer Protocol) és a HTML (HyperText Markup Language, hipertext leíró nyelv) eredeti megalkotója. Ezek a technológiák alkotják még ma is a Web alapjait.
A W3C szabvány a következő fázisokon megy keresztül: Working Draft (munka vázlat), Last Call (utolsó hívás), Candidate Recommendation (jelölt ajánlás) és Proposed Recommendation (tervezett ajánlás). Az ajánlást frissíthetik egy külön publikált Errata (hibajegyzék) dokumentumon keresztül, amíg elég frissítés össze nem gyűlik és ki nem adnak egy új ajánlást (például az XML a harmadik kiadásnál (Third Edition) tart). Néha az ajánlást visszavonják és újra átmegy az eljáráson. Ilyen volt az RDF is. A W3C tájékoztató jegyzeteket (Note) is publikál, amik nem tekinthetők szabványnak. 
A Konzorcium a gyártókra bízza a szabvány alkalmazását. Sok szabvány megfelelési szinteket definiál, amit a fejlesztőknek követnie kell. Mint más szervezetek szabványait, a W3C szabványokat is időnként csak részben implementálják, míg a fejlesztői megfelelés erősen növekszik. Az ajánlás egy jogdíj nélküli szabadalom, ami lehetővé teszi bárki számára, hogy implementálja azt.
Nem úgy, mint az ISOC és más nemzetközi szabványügyi szervezetek esetében, a W3C-nek nincs hitelesítési programja. A hitelesítési programnak vannak előnyei és hátrányai. A W3C úgy véli, hogy ha most indítana ilyen programot, akkor több hátrányt okozna a közösségnek, mint előnyt.
A Konzorciumot az MIT (Amerikai Egyesült Államok), az ERCIM (Franciaország), a Keio Egyetem (Japán), és a Beihang Egyetem (Kína) közösen irányítja. Több különböző képviseletük van több országban, ezekre gyakran "W3C hivatal"-ként hivatkoznak.

## W3C Magyar Iroda
Az MTA SZTAKI 1995 óta tagja a Konzorciumnak. A W3C itt nyitotta meg első kelet-közép-európai irodáját, a W3C Magyar Irodát.

## Sztenderdek
W3C/IETF sztenderdek (IP felett):
| - CSS - CGI - DOM - GRDDL - HTML - MathML - OWL - P3P - RDF - SVG - SISR | - SKOS - SOAP - SPARQL - SMIL - SRGS - SSML - VoiceXML - XHTML - XHTML+Voice - XML - XML Events | - XML Information Set - XML Schema - XPath - XQuery - XSL-FO - XSLT - WCAG - WSDL - XForms |